# Lamborghini V8

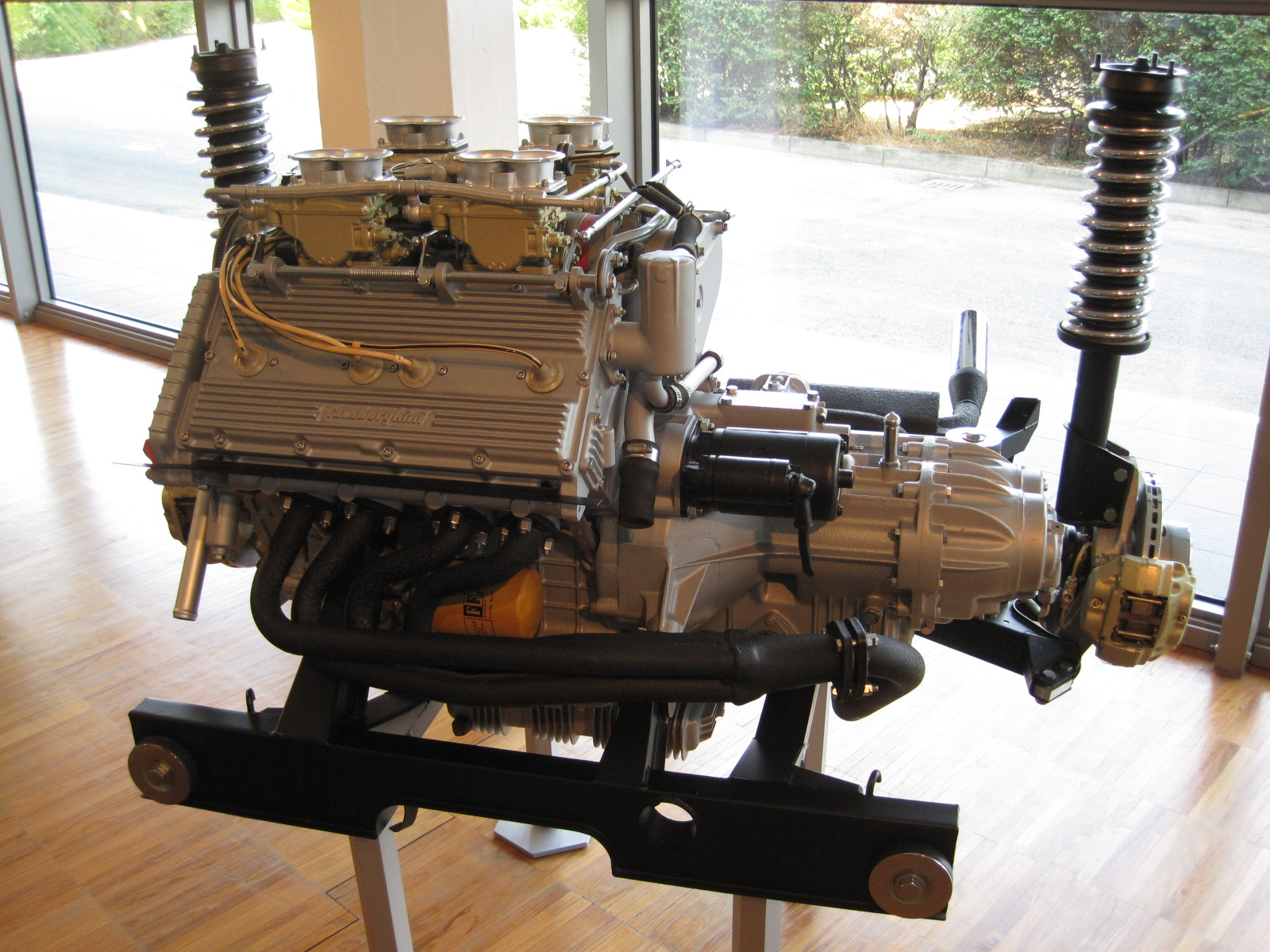
Motor de la marca Lamborghini

El Lamborghini V8 es un motor de gasolina V8 diseñado por el fabricante italiano Lamborghini para sus vehículos menos costosos. Este fue el segundo motor de combustión interna desarrollado por la marca y fue diseñado por Gianpaolo Dallara. Se fabricó por primera vez en 1971 y el primer modelo que utilizó este motor fue el Lamborghini Urraco.
Este motor estaba fabricado completamente en aluminio y en principio su capacidad era de 2463 cc (2,5 litros) de cilindrada, pero se amplió a 2996 cc (3,0 litros) en 1975. Una versión de 1994 cc (2,0 litros) también se introdujo en 1975, para la venta en Italia por la legislación italiana, la cual impuso varios impuestos sobre los automóviles cuyos motores tuviesen más de 2,0 litros de cilindrada.
El motor Lamborghini V8 también se utilizó en otros dos modelos: el Lamborghini Silhouette (desde 1976 a 1977) en el cual se mantuvo la cilindrada de 3,0 litros, y la otra versión más actualizada que reemplazó al Silhouette en 1981, el Lamborghini Jalpa, que utilizó un motor con la capacidad aumentada a 3485 cc (3,5 litros) para la facilidad en el cumplimiento de los requisitos de emisiones cada vez más estrictos.
Actualmente se implementó el V8 twin turbo 4.0 en el Lamborghini Urus, un moderno todoterreno de lujo que debutó en el Salon de Ginebra en 2018 y ya se lanzó al mercado.